# Eau légère
L'eau légère, dans la terminologie des réacteurs nucléaires, est de l'eau ordinaire, par opposition à l'eau lourde.

## Formule
Sa formule chimique est H2O.
L'eau légère présente une section efficace totale (2 • hydrogène + 1 • oxygène) de 0,931 mb aux neutrons thermiques. Elle est plus capturante que l'eau lourde car le tritium formé par capture d'un neutron par le deutérium est un nucléide instable tandis que le deutérium formé par capture d'un neutron par le protium est stable.

## Applications
Bien que cette eau possède quelques molécules d'eau lourde, elles ne sont pas en nombre suffisant pour être importantes dans la plupart des applications industrielles. Les réacteurs à eau légère sont plus simples et meilleur marché que les réacteurs à eau lourde, et ils possèdent les mêmes capacités de production d'électricité.
L'un des inconvénients des réacteurs à eau légère est qu'ils doivent utiliser de l'uranium enrichi comme combustible, tandis que les réacteurs à eau lourde peuvent utiliser de l'uranium naturel.